# Groupe directeur central pour la réforme militaire
Le Groupe directeur pour la défense nationale et la réforme militaire de la Commission militaire centrale (chinois : 中央军委深化国防和军队改革领导小组 ; pinyin : Zhōngyāng Jūnwěi Shēnhuà Guófáng hé Jūnduì Gǎigé Lǐngdǎo Xiǎozǔ) est un organe de formulation et de mise en œuvre des politiques, créé sous l'égide de la Commission militaire centrale et responsable devant le Comité central du Parti communiste chinois (PCC). Il est dirigé par Xi Jinping, secrétaire général du PCC et président de la Commission militaire centrale.
La décision d’introduire de vastes réformes militaires a été discutée dans le communiqué du 3e Plénum du 18e Comité central en 2013. Le Groupe dirigeant a tenu sa première réunion le 15 mars 2014.

## Structure
Dirigeant
- Xi Jinping (Secrétaire général du Comité central du PCC, président de la Commission militaire centrale)

Dirigeant adjoint exécutif
- Général de l'armée de l'air Xu Qiliang (Membre du Bureau politique, vice-président de la Commission militaire centrale)

Dirigeant adjoint
- Général Zhang Youxia (Membre du Bureau politique, vice-président de la Commission militaire centrale)